# Petrovski (Stari Oskol)
|  | Per a altres significats, vegeu «Petrovski». |

Petrovski - Петровский (rus) - és un poble (un possiólok) de l'óblast de Bélgorod, a Rússia. El 2010 tenia 121 habitants. Pertany al districte (raion) de Stari Oskol.